# 哈瑞絲
哈瑞絲（Hareth）是托爾金小說的虛構角色。
哈瑞絲存活在中土大陸的第一紀元，她是哈米爾（Halmir）的長女，哈拉丁族（Haladin）的首領，哈迪爾（Haldir）、肯達爾（Hundar）及Hiril的親姐妹。哈瑞絲嫁給哈多族首領高多（Galdor），生下了胡林（Húrin）及胡爾（Huor）。

## 哈拉丁族首領
```
                       
哈達德

                           |
                      ----------
                      |         |
                  
哈達爾
       
哈麗絲

                      |
                  
哈丹

                      |                     
                  
哈米爾

                      |
                  ----------------------------
                  |                          |
  
葛羅瑞希爾
 = 
哈迪爾
                        
哈瑞絲
 = 
高多

                  |
              
韓迪爾

                  |
             
布蘭達
```